# Dorian Brunz
Dorian Brunz (* 11. Januar 1993 in Berlin) ist ein deutscher Schauspieler, Dramatiker und Hörspielautor. 
Brunz wuchs in Berlin auf. Später studierte er an der Universität der Künste Berlin. Von Ende Dezember 2006 bis Anfang Dezember 2007 spielte er die Hauptrolle des Eugen Weise in der Kinder- und Jugendserie Schloss Einstein. Bevor Dorian Brunz zu Schloss Einstein kam, schrieb er bereits Artikel für eine Berliner Tageszeitung und versuchte sich als Filmkritiker. Doch auch als Sänger hat er sich bereits probiert. So spielte er nach einem langen Casting die Rolle des Gavroche in Les Misérables, einem Musical, im Theater des Westens.

## Filmografie
- 2006–2007: Schloss Einstein
- 2010: Allein gegen die Zeit
- 2011: Die Stein
- 2012: Rosamunde Pilcher: Ungezügelt ins Glück

## Werke

### Theaterstücke
- Dumbo oder vielleicht einer der letzten schönen Tage des Jahres (Theater Koblenz 2019)[1]

- beach house (Deutsches Theater Berlin 2020)[2]

### Hörspiele
Alice, Regie: Eva Solloch (DLF Kultur/BR)